# Stefan Dimić
Stefan Dimić (in serbo Стефан Димић?; Istog, 1º maggio 1993) è un calciatore serbo, attaccante svincolato.

## Carriera

### Club
Ha giocato nella prima divisione serba.

### Nazionale
Ha giocato nella nazionale serba Under-19.